# حارة الحسين بن علي (صنعاء)
حارة الحسين بن علي هي إحدى حارات حي بيت معياد بمديرية السبعين إحد مديريات العاصمة اليمنية صنعاء، بلغ تعداد سكانها 9989 نسمة حسب تعداد اليمن لعام 2004.